# Wath, Hovingham
Wath är en by i civil parish Hovingham, i kommunen North Yorkshire, i grevskapet North Yorkshire, i England. Byn är belägen 11 km från Malton. Wath var en civil parish 1866–1986 när blev den en del av Hovingham. Civil parish hade 6 invånare år 1961. Byn nämndes i Domedagsboken (Domesday Book) år 1086, och kallades då Wad.